# 聖マリア病院前駅

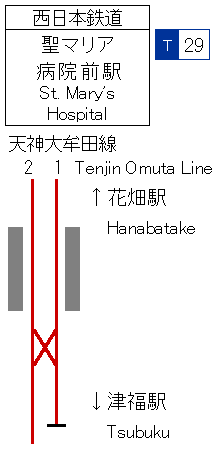
配線図

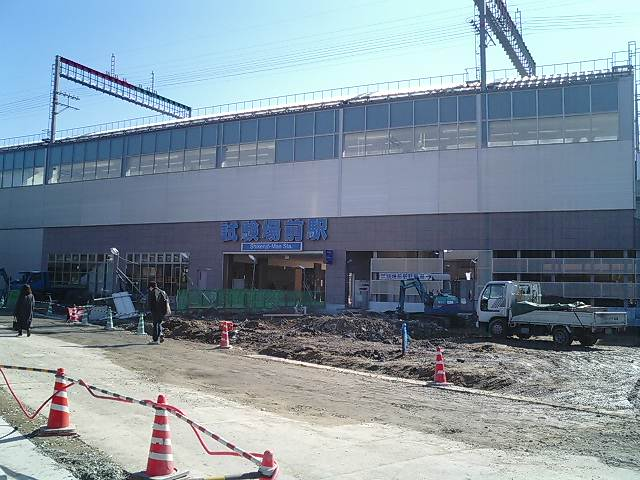
北より高架駅舎を望む。試験場前駅と称していた2005年12月撮影。

聖マリア病院前駅（せいマリアびょういんまええき）は、福岡県久留米市津福本町にある西日本鉄道（西鉄）天神大牟田線の駅である。駅番号はT29。
天神大牟田線は西鉄福岡（天神）駅から当駅まで連続して複線となっているが、当駅以南の大善寺駅までは単線となっている。

## 歴史

### 駅名の由来
当駅の開業時の駅名である「試験場前」という名称は、駅設置当時に存在した福岡県久留米工業試験場に由来する。この工業試験場は、現在の福岡県教育庁北筑後教育事務所の敷地に存在した。県久留米工業試験場は太平洋戦争後の工芸指導所誘致に伴って国に寄附され、1948年に工芸指導所九州支所となった。機構改革により1952年に産業工芸試験所九州出張所となった後、1954年に同敷地内に福岡県福岡工業試験場久留米分場が設置された。産業工芸試験所は組織再編により1969年に製品科学研究所となった後、1973年に九州出張所を廃止した。県福岡工業試験場久留米分場は1978年に廃止され、筑紫野市に移転した福岡県福岡工業試験場（現：福岡県工業技術センター）に統合された。
県福岡工業試験場久留米分場の廃止後も長らく駅名は変更されなかったが、駅の北側付近に所在する聖マリア病院の要望を受けて、2024年3月16日に桜並木駅の開業とともに現駅名へ変更された。

### 年表
- 1933年（昭和8年）10月6日：試験場前駅（しけんじょうまええき）として開業[7]。
- 1951年（昭和26年）11月20日：西鉄久留米 - 当駅間が複線化[8]。
- 1966年（昭和41年）3月28日：駅舎改築工事竣工[9]。
- 1966年（昭和41年）10月：売店を開設[10]。
- 1966年度：信号所を自動化[11]。
- 1967年（昭和42年）9月：ホームを120 mに延長[9]。
- 2004年（平成16年）10月17日：地上駅から高架駅となる[12][13]。
- 2008年（平成20年）5月18日：ICカードnimoca供用開始。
- 2017年（平成29年）2月1日：駅ナンバリングを導入[14]。
- 2022年（令和3年）4月1日：駅集中管理システムを導入。病院利用者が多いことを考慮して、7時から21時まで駅員の配置を残す[15][16]。
- 2024年（令和6年）3月16日：聖マリア病院前駅に改称[6][17]。

## 駅構造
相対式ホーム2面2線を持つ高架駅である。ホーム有効長は8両分ある。
| ホーム | 路線          | 方向 | 行先                     | 備考 |
| ------ | ------------- | ---- | ------------------------ | ---- |
| 1      | ■天神大牟田線 | 下り | 柳川・大牟田方面         |      |
| 2      | ■天神大牟田線 | 上り | 久留米・福岡（天神）方面 |      |

## 利用状況
2023年度の1日平均乗降人員は3,192人である。各年度の1日平均乗車および乗降人員は下表のとおり。
| 年度   | 1日平均 乗車人員 | 1日平均 乗降人員 |
| ------ | ---------------- | ---------------- |
| 2007年 | 1,389            | 2,784            |
| 2008年 | 1,366            | 2,754            |
| 2009年 | 1,312            | 2,637            |
| 2010年 | 1,463            | 2,882            |
| 2011年 | 1,489            | 2,927            |
| 2012年 |                  | 2,935            |
| 2013年 | 1,537            | 3,043            |
| 2014年 | 1,493            | 2,977            |
| 2015年 | 1,511            | 3,006            |
| 2016年 | 1,515            | 2,984            |
| 2017年 | 1,485            | 2,949            |
| 2018年 | 1,570            | 3,118            |
| 2019年 | 1,566            | 3,115            |
| 2020年 |                  | 2,467            |
| 2021年 |                  | 2,495            |
| 2022年 |                  | 2,923            |
| 2023年 |                  | 3,192            |

## 駅周辺

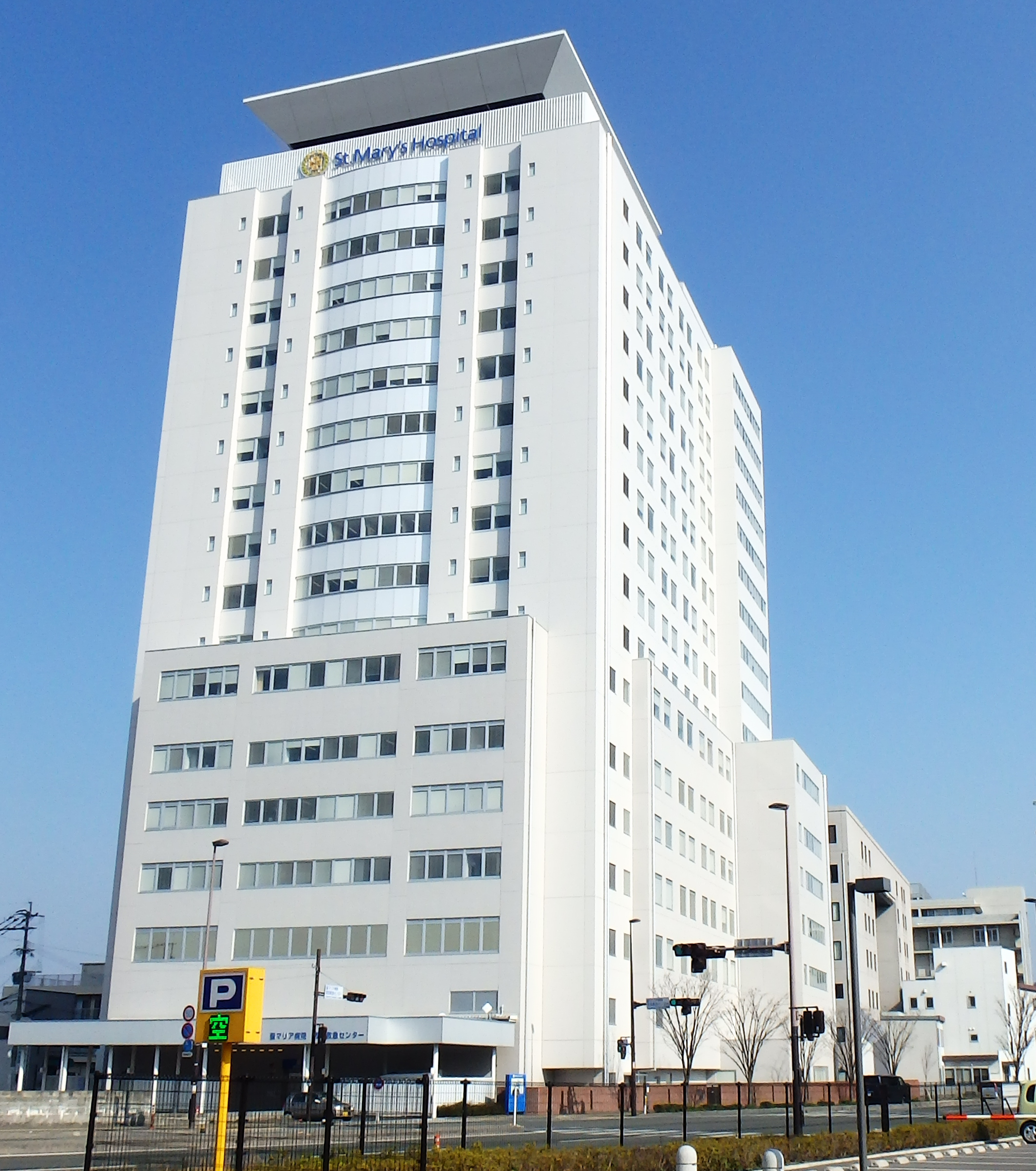
駅名の由来となった聖マリア病院

高架化に際して、ロータリーや駐輪場が整備されている。
- 国道209号 - 駅西側に津福バイパスが通る。駅の東を通る旧道は久留米市に移管されている。
- 西鉄バス聖マリア病院前駅停留所 - 旧国道209号沿いに設置されている。久留米市街と筑後市方面を結ぶ50番・53番船小屋線が停車する。駅名変更に合わせて試験場前停留所から名称変更された[6][21][22]。
- 福岡県教育庁北筑後教育事務所
- 聖マリア病院
- 聖マリア学院大学
- サンカルナ久留米 - 西鉄グループの有料老人ホーム。西鉄テクノサービス建設機械事業部久留米営業所跡地。
- 聖マリア病院前郵便局 - 駅名変更後の2024年5月20日に、久留米試験場駅前郵便局から改称[23]。
- 九州電力送配電久留米変電所
- 久留米高校前駅 - JR久大本線の駅。
- 福岡県立久留米高等学校
- 堀川病院

## その他
- 昭和40年代には津福駅側に折り返し線があり当駅発着の列車が設定されていたが、編成数の延びにあわせてホームの延長が行われたため、折り返し線の確保ができなくなり、列車の設定は一旦はなくなった。その後2004年の駅の高架化によって再び折り返し線が設置された。2005年11月13日のダイヤ改正より花畑駅始発の普通と急行（花畑または筑紫まで普通）が当駅始発に変更されたが、当駅終着の列車は設定されていない。
- 津福駅との間にJR久大本線・JR鹿児島本線・九州新幹線との立体交差が存在する。地上の久大本線・鹿児島本線の上を天神大牟田線の高架橋が、更にその上を九州新幹線の高架橋が通る。

## 隣の駅
西日本鉄道
■天神大牟田線
■特急・■急行
通過
■急行（花畑以南各駅停車）・■普通
花畑駅（T28） - 聖マリア病院前駅（T29） - 津福駅（T30）